# Ronnie Baker
Ronnie Baker (ur. 15 października 1993) – amerykański lekkoatleta specjalizujący się w biegach sprinterskich.
W 2015 był czwarty na dystansie 100 metrów podczas uniwersjady w Gwangju. Złoty medalista IAAF World Relays (2017). Rok później zdobył brązowy medal halowych mistrzostw świata w Birmingham. Uczestnik biegu finałowego na 100 metrów podczas igrzysk olimpijskich w Tokio (2021), w którym zajął 5. miejsce.
Złoty medalista mistrzostw Stanów Zjednoczonych.
Stawał na najwyższym stopniu podium czempionatu NCAA.

## Osiągnięcia
| Rok  | Impreza                   | Miejsce    | Konkurencja             | Lokata     | Wynik |
| ---- | ------------------------- | ---------- | ----------------------- | ---------- | ----- |
| 2015 | Uniwersjada               | Gwangju    | Bieg na 100 metrów      | 4. miejsce | 10,17 |
| 2017 | IAAF World Relays         | Nassau     | Sztafeta 4 × 100 metrów | 1. miejsce | 38,43 |
| 2018 | Halowe mistrzostwa świata | Birmingham | Bieg na 60 metrów       | 3. miejsce | 6,44  |
| 2021 | Igrzyska olimpijskie      | Tokio      | Bieg na 100 metrów      | 5. miejsce | 9,95  |
| 2021 | Igrzyska olimpijskie      | Tokio      | Sztafeta 4 × 100 metrów | eliminacje | 38,10 |
| 2025 | Halowe mistrzostwa świata | Nankin     | Bieg na 60 metrów       | 6. miejsce | 6,59  |

## Rekordy życiowe
Hala
- Bieg na 60 metrów – 6,40 (18 lutego 2018, Albuquerque) – 3. wynik w historii światowej lekkoatletyki
- Bieg na 200 metrów – 20,60 (30 stycznia 2016, Albuquerque)
- Bieg na 400 metrów – 46,95 (9 lutego 2013, College Station)

Stadion
- Bieg na 100 metrów – 9,83 (1 sierpnia 2021, Tokio)
- Bieg na 200 metrów – 20,54 (9 lipca 2024, Székesfehérvár) / 20,06w (29 kwietnia 2017, Austin)
- Bieg na 400 metrów – 46,18 (5 maja 2015, Waco)